# Böhmen am Meer

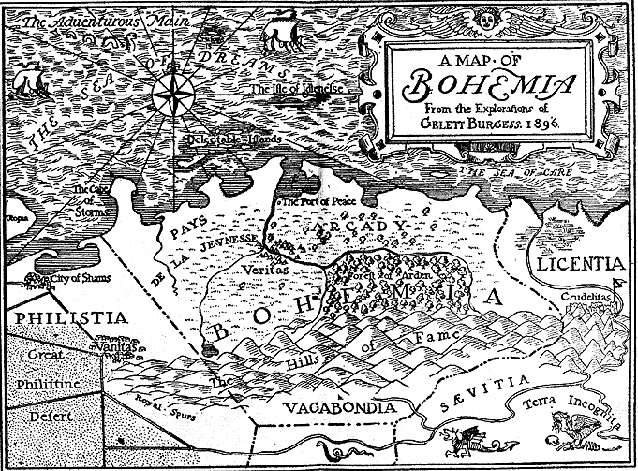
Humoristische Karte von Gelett Burgess (1896)

Böhmen am Meer (auch: böhmisches Meer, böhmische Küste, tschechisch: Čechy u moře) ist ein Motiv in Literatur und Kunst. Dabei handelt es sich um einen fiktiven Ort, da Böhmen ein Binnenstaat ist. Das Motiv geht zurück auf William Shakespeares Komödie Ein Wintermärchen: „Bohemia. A desert country near the sea“.

## Geographischer Hintergrund

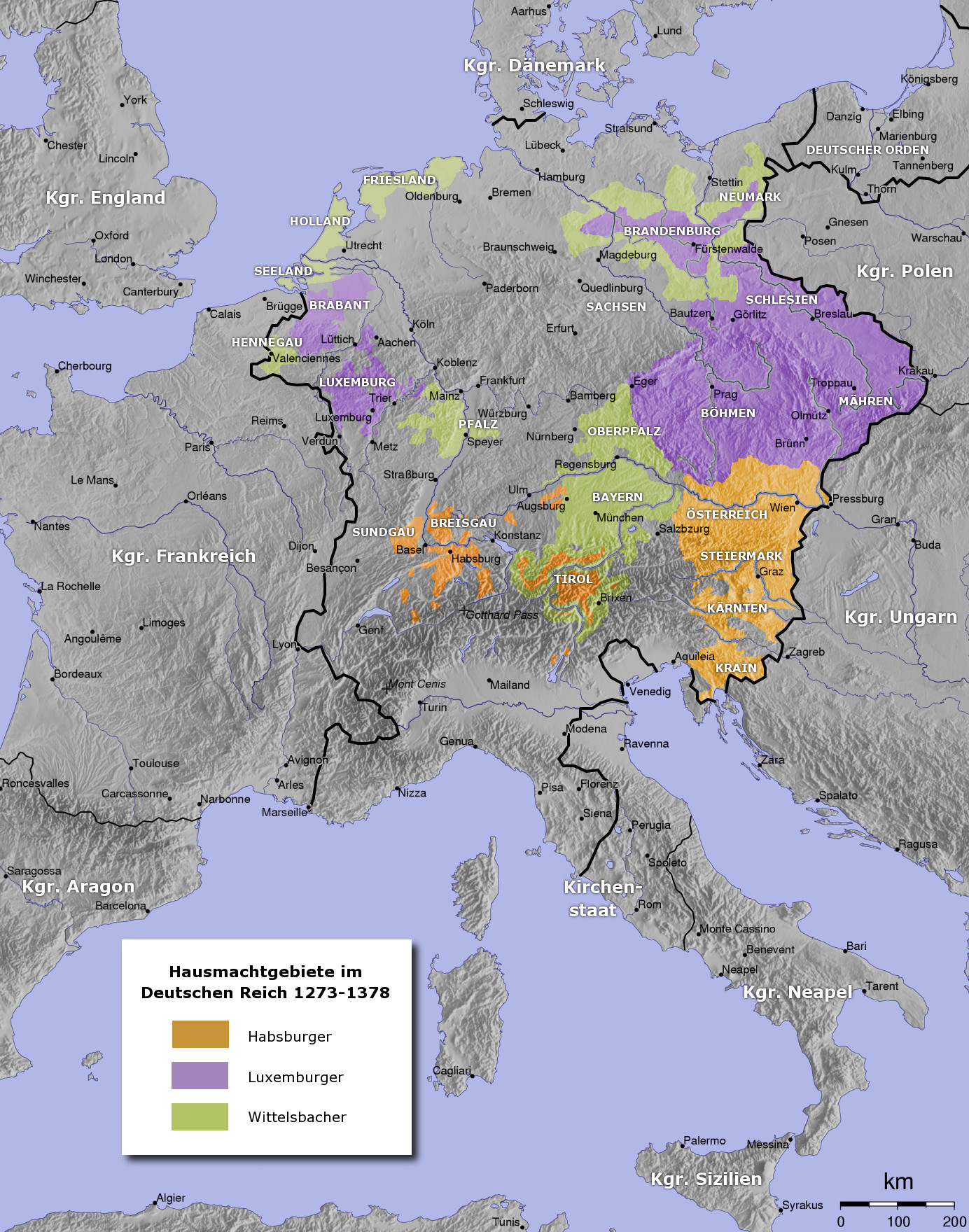
Das Heilige Römische Reich zur Zeit Karls IV.

Bei der Ortsangabe handelt es sich um ein Adynaton: Das historische Land Böhmen ist gerade durch seine europäische Binnenlage gekennzeichnet und von der Ostsee, der Adria und dem Schwarzen Meer jeweils durch hunderte Kilometer und mehrere Landesgrenzen getrennt. Historiker haben darauf hingewiesen, dass der Machtbereich mehrerer Könige von Böhmen sich in kurzen historischen Momenten bis auf wenige Dutzend Kilometer Meeresküsten genähert hat: unter Karl IV. nach dem Erwerb der Mark Brandenburg der pommerschen Ostseeküste und unter Ottokar II. Přemysl, der auch über die Krain und Friaul herrschte, der triestinischen oder slowenischen Adriaküste. Als Könige sowohl von Böhmen als auch von Ungarn beherrschten die Jagiellonen Vladislav II. und Ludwig II. bis zum Beginn des 16. Jahrhunderts auch Teile der Küstenregion des heutigen Kroatien. Im 20. Jahrhundert gab es verschiedene Versuche, die Tschechoslowakei mit dem Meer zu verbinden, etwa den Plan eines tschechischen Korridors nach dem Ersten Weltkrieg und das von Karel Žlábek ab 1967 entworfene Tunnelprojekt zur Adria. Tatsächlich umgesetzt wurde der Moldauhafen, ein Gelände im Hamburger Hafen, das der Tschechoslowakei gemäß des Versailler Vertrages auf 99 Jahre als Freihafen verpachtet wurde.

## Rezeption
Ein böhmisches Meer wird in Vladimir Nabokovs Roman Pnin erwähnt. In der deutschsprachigen Literatur wird Böhmen am Meer als Projektionsfläche eines utopischen Idealzustandes verwendet, schließlich war Böhmen ein Teil der Habsburgermonarchie. Bekannte Beispiele sind das Gedicht Böhmen liegt am Meer der österreichischen Schriftstellerin Ingeborg Bachmann (1964) und der Essay Böhmen am Meer, den der deutsche Autor Hans Magnus Enzensberger in seinem Sammelband Ach Europa! veröffentlicht hat. Franz Fühmann entnahm der shakespearschen Komödie verschiedene Motive für seine frühe Erzählung Böhmen am Meer, in der er Sudetendeutsche darstellt, die nach dem Zweiten Weltkrieg aus der Tschechoslowakei nach Deutschland vertrieben und an der Ostsee angesiedelt wurden. Volker Braun schrieb 1989/1990 das Theaterstück Böhmen am Meer. Von Anselm Kiefer gibt es ein Gemälde von 1995, das den Titel Böhmen liegt am Meer trägt. Es ist in der Sammlung Burda in Baden-Baden zu sehen. Ein gleichnamiges Gemälde von 1996 befindet sich im Metropolitan Museum.

## Werke
- Franz Fühmann: Böhmen am Meer. Hinstorff Verlag Rostock, 1962 (Vorzugsausgabe mit vier handsignierten Original-Lithografien von Armin Münch)
- Ingeborg Bachmann: Böhmen liegt am Meer, Gedicht (1964), in: Sämtliche Gedichte, Piper Verlag, ISBN 978-3-492-23985-1, S. 177
- Hans Magnus Enzensberger: Ach Europa! Wahrnehmungen aus sieben Ländern. Frankfurt am Main 1987, ISBN 3-518-04432-X; darin der Essay (von dem fiktiven Autor Timothy Taylor), S. 449–500.
- Volker Braun: Böhmen am Meer.Theaterstück. Berlin 1989/90. (Uraufführung 1992, Schiller-Theater, Berlin)